# Middleton (New Hampshire)
Pour les articles homonymes, voir Middleton.
Middleton est une municipalité américaine située dans le comté de Strafford au New Hampshire. Selon le recensement de 2010, sa population est de 1 783 habitants.

## Géographie
La municipalité s'étend sur 18,51 milles carrés (47,94 km2), dont 0,42 milles carrés (1,09 km2) d'étendues d'eau.

## Histoire
La localité est fondée en 1749 et devient une municipalité en 1778. Elle est probablement nommée en l'honneur de Charles Middleton, 1er baron Barham. En 1794, la partie nord de Middleton forme la municipalité de Brookfield.